# Pamela Adlon
Pamela Adlon, pseudonimo di Pamela Fionna Segall (New York, 9 luglio 1966), è un'attrice, doppiatrice, sceneggiatrice, regista e produttrice televisiva statunitense naturalizzata britannica.

## Biografia
È figlia dello scrittore e sceneggiatore statunitense Don Segall e di Marina L. Segall, di origine britannica. 
Ha anche tre figlie, Gideon Adlon e Odessa A'zion, le quali hanno intrapreso la carriera da attrici, e Valentine Adlon.
Come doppiatrice si è affermata per aver dato la voce al personaggio di Bobby Hill nella serie animata King of the Hill, ruolo per il quale ha vinto nel 2002 un premio Emmy per la miglior performance nel doppiaggio. Tra gli altri ruoli da lei interpretati vi sono Dolores Rebchuck nel film del 1982 Grease 2, Kelly Affinado nella quinta stagione de L'albero delle mele e Girl Joey nella commedia del 1984 Con le buone maniere si ottiene tutto. 
Nel 2006 la Adlon ha doppiato nella serie animata Squirrel Boy di Cartoon Network, ed è stata tra gli interpreti principali della sitcom Lucky Louie di Louis C.K., trasmessa per una singola stagione da HBO. Dal 2007 al 2014 ha interpretato Marcy Runkle nella serie televisiva Californication in onda su Showtime, mentre tra il 2010 e il 2011 veste i panni di Pamela nella serie Louie, ideata da Louis C.K. per il canale FX, della quale è stata anche produttrice.
Dal 2016 è la protagonista di Better Things, ideato e scritto insieme a Louis C.K. Tuttavia, alla fine della seconda stagione della serie, dopo il coinvolgimento dell'attore in una vicenda riguardante accuse sessuali, l'attrice ha rotto i rapporti con C.K. e con il loro comune agente Dave Beck, anch'egli coinvolto nello scandalo, e ha proseguito scrivendo, dirigendo e interpretando la terza stagione della serie.

## Filmografia

### Attrice

#### Cinema
- Grease 2, regia di Patricia Birch (1982)
- Con le buone maniere si ottiene tutto (Bad Manners), regia di Robert Houston (1984)
- Il dubbio degli dei (Willy/Milly), regia di Paul Schneider (1986)
- Non per soldi... ma per amore (Say Anything...), regia di Cameron Crowe (1989)
- Ribelli lingue bagnate (After Midnight), regia di Jim Wheat e Ken Wheat (1989)
- Non aprite quel cancello 2 (The Gate II: Trespassers), regia di Tibor Takács (1990)
- Le avventure di Ford Fairlane (The Adventures of Ford Fairlane), regia di Renny Harlin (1990)
- Two Guys Talkin' About Girls, regia di Steven Pearl (1995) – direct-to-video
- Father Frost, regia di Mike Snyder e Dmitri Surensky (1996)
- Amare è... (Bed of Roses), regia di Michael Goldenberg (1996)
- Sergente Bilko (Sgt. Bilko), regia di Jonathan Lynn (1996)
- Plump Fiction, regia di Bob Koherr (1997)
- Breast Men, regia di Lawrence O'Neil (1997)
- Some Girl, regia di Rory Kelly (1998)
- Eat Your Heart Out, regia di Felix O. Adlon (1999)
- Dirk and Betty, regia di Robert Bauer e Paul Gordon (1999)
- Net Worth, regia di Kenny Griswold (2001)
- I segreti per farla innamorare (Lucky 13), regia di Chris Hall (2005)
- Conception, regia di Josh Stolberg (2011)
- Bumblebee, regia di Travis Knight (2018)
- Il re di Staten Island (The King of Staten Island), regia di Judd Apatow (2020)

#### Televisione
- L'albero delle mele (The Facts of Life) – serie TV, 7 episodi (1983-1984)
- The Fantastic World of D.C. Collins, regia di Leslie H. Martinson (1984)
- Giudice di notte (Night Court) – serie TV, episodio 2x06 (1984)
- I Jefferson (The Jeffersons) – serie TV, episodio 11x08 (1984)
- P/S - Pronto soccorso (E/R) – serie TV, 22 episodi (1984-1985)
- The Redd Foxx Show – serie TV, 7 episodi (1986)
- Pleasures, regia di Sharron Miller – film TV (1986)
- The Bronx Zoo – serie TV, episodio 2x06 (1988)
- ABC Afterschool Specials – serie TV, episodio 17x02 (1988)
- Oltre la legge - L'informatore (Wiseguy) – serie TV, 3 episodi (1989)
- Star Trek: The Next Generation – serie TV, episodio 3x04 (1989)
- 21 Jump Street – serie TV, episodio 4x06 (1989)
- Una famiglia come le altre (Life Goes On) – serie TV, episodio 3x04 (1991)
- Down the Shore – serie TV, 13 episodi (1992)
- The Heights – serie TV, episodio 1x08 (1992)
- Relativity – serie TV, episodio 1x08 (1996)
- Murder One – serie TV, episodio 1x14 (1996)
- The Wild Thornberrys: The Origin of Donnie, registi vari – film TV (2001)
- Unscripted – serie TV, 4 episodi (2005)
- Lucky Louie – serie TV, 13 episodi (2006-2007)
- The Wedding Bells – serie TV, episodi 1x01-1x03 (2007)
- Boston Legal – serie TV, 4 episodi (2007-2008)
- Californication – serie TV, 61 episodi (2007-2014)
- Detective Monk (Monk) – serie TV, episodio 7x11 (2009)
- True Jackson, VP – serie TV, episodio 2x06 (2010)
- Louie – serie TV, 14 episodi (2010-2015)
- Love Bites – serie TV, episodio 1x01 (2011)
- Better Things – serie TV (2016-2022)
- Mid-Century Modern - serie TV, episodi 3, 8 e 10 (2025)

### Doppiatrice
- Kiki - Consegne a domicilio (Majo no takkyûbin), regia di Hayao Miyazaki (1989) – versione inglese
- FernGully - Le avventure di Zak e Crysta (FernGully: The Last Rainforest), regia di Bill Kroyer (1992)
- I Rugrats (Rugrats) – serie TV, 5 episodi (1992-1994)
- La famiglia Addams (The Addams Family) – serie TV, episodio 2x04 (1993)
- Duckman (Duckman: Private Dick/Family Man) – serie TV, episodio 1x06 (1994)
- Phantom 2040 – serie TV, 11 episodi (1994-1995)
- Capitol Critters – serie TV, episodio 1x13 (1995)
- Quack Pack – serie TV, 39 episodi (1996-1997)
- Cuccioli della giungla (Jungle Cubs) – serie TV, 21 episodi (1996-1998)
- Adventures from the Book of Virtues – serie TV, 37 episodi (1996-2000)
- Princess Mononoke (Mononoke-hime), regia di Hayao Miyazaki (1997) – versione inglese
- Batman - Cavaliere della notte (The New Batman Adventures) – serie TV, episodio 1x04 (1997)
- Jumanji – serie TV, episodio 3x13 (1997)
- La carica dei 101 - La serie (101 Dalmatians: The Series) – serie TV, 32 episodi (1997-1998)
- Ricreazione – serie TV, 129 episodi (1997-2001)
- King of the Hill – serie TV, 258 episodi (1997-2010)
- Mucca e Pollo (Cow and Chicken) – serie TV, episodio 3x04 (1998)
- Picchiarello (The New Woody Woodpecker Show) – serie TV, episodio 1x01 (1999)
- Spawn – serie TV, episodi 3x02-3x03 (1999)
- Godzilla: The Series – serie TV, episodio 2x01 (1999)
- Pepper Ann – serie TV, 9 episodi (1999-2000)
- Rocket Power – serie TV, episodi 1x12-1x14-2x08 (1999-2001)
- La famiglia della giungla (The Wild Thornberrys) – serie TV, episodio 2x34 (2000)
- Vampire Hunter D: Bloodlust, regia di Yoshiaki Kawajiri (2000)
- Gen¹³, regia di Kevin Altieri (2000) – direct-to-video
- Ricreazione - La scuola è finita (Recess: School's Out), regia di Chuck Sheetz (2001)
- La voce del cigno (The Trumpet of the Swan), regia di Terry L. Noss e Richard Rich (2001)
- Lloyd nello spazio (Lloyd in Space) – serie TV, episodio 1x08 (2001)
- La squadra del tempo (Time Squad) – serie TV, episodi 1x07-1x08 (2001)
- The Oblongs – serie TV, 13 episodi (2001)
- Ricreazione: Natale sulla terza strada, regia di Chuck Sheetz (2001) – direct-to-video
- Ginger (As Told by Ginger) – serie TV, episodio 2x14 (2002)
- Il laboratorio di Dexter (Dexter's Laboratory) – serie TV, episodio 3x11 (2002)
- Le nuove avventure di Scooby-Doo (What's New, Scooby-Doo?) – serie TV, episodi 1x07-2x04 (2002)
- Kid Notorious – serie TV, episodio 1x05 (2003)
- Animatrix, registi vari – corti L'ultimo volo della Osiris e Beyond (2003)
- Six Feet Under – serie TV, episodio 3x10 (2003)
- Koda, fratello orso (Brother Bear), regia di Aaron Blaise e Robert Walker (2003)
- I Rugrats da grandi (All Grown Up) – serie TV, 1 episodio (2003)
- Ricreazione: Un nuovo inizio, regia di Howy Parkins (2003) – direct-to-video
- Le avventure di Piggley Winks (Jakers! The Adventures of Piggley Winks) – serie TV, 38 episodi (2003-2006)
- Teacher's Pet, regia di Timothy Björklund (2004)
- Lilo & Stitch (Lilo & Stitch: The Series) – serie TV, episodio 2x23 (2006)
- Squirrel Boy – serie TV, 12 episodi (2006-2007)
- WordGirl – serie TV, 7 episodi (2007-2010)
- Trilli (Tinker Bell), regia di Bradley Raymond (2008) – direct-to-video
- The Drinky Crow Show – serie TV, 7 episodi (2008-2009)
- Trilli e il tesoro perduto (Tinker Bell and the Lost Treasure), regia di Klay Hall (2009)
- Dino Time, regia di Yoon-suk Choi e John Kafka (2010)
- Phineas e Ferb (Phineas and Ferb) – serie TV, episodio 2x29 (2010)
- Ben 10 - Forza aliena (Ben 10: Alien Force) – serie TV, episodio 3x18 (2010)
- Trilli e il grande salvataggio (Tinker Bell and the Great Fairy Rescue), regia di Bradley Raymond (2010) – direct-to-video
- Zevo-3 – serie TV, episodi 1x04-1x06 (2010)
- Pound Puppies – serie TV, 5 episodi (2010-2012)
- Mongo Wrestling Alliance – serie TV, episodi 1x01-1x04 (2011)
- The Problem Solverz – serie TV, episodio 1x07 (2011)
- I Giochi della Radura Incantata (Pixie Hollow Games), regia di Bradley Raymond – film TV (2011)
- Kung Fu Panda - Mitiche avventure (Kung Fu Panda: Legends of Awesomeness) – serie TV, episodio 1x10 (2011)
- Beavis and Butt-head – serie TV, episodi 8x08-8x09-8x11 (2011)
- Unsupervised – serie TV, episodio 1x03 (2012)
- Bob's Burgers – serie TV, episodi 2x02-2x03 (2012)
- Thundercats – serie TV, 6 episodi (2012)
- The Big Bang Theory – serie TV, 10 episodi stagione 12 episodio 6 (2016-2019)
- Tappo - Cucciolo in un mare di guai (Trouble), regia di Kevin Johnson (2019)
- Archer – serie animata, episodio 11x8 (2020)

### Sceneggiatrice
- Lucky Louie – serie TV, episodio 1x07 (2006-2007)
- Louie – serie TV, 7 episodi (2010-2015)
- Better Things – serie TV, 52 episodi (2016-2022)

### Regista
- Babes (2024)

## Doppiatrici italiane
Nelle versioni in italiano delle opere in cui ha recitato, Pamela Adlon è stata doppiata da:
- Giò Giò Rapattoni in Rake, Better Things
- Laura Lenghi in Non aprite quel cancello 2
- Alessandra Cassioli in Bumblebee
- Angela Brusa in Il re di Staten Island
- Emanuela Baroni in Louie
- Monica Gravina in Californication
- Roberta Gasparetti ne I segreti per farla innamorare
- Rossella Acerbo in Star Trek - The Next Generation
- Valeria Vidali in Mid-Century Modern

Da doppiatrice è sostituita da:
- Laura Cosenza in Trilli, Trilli e il grande salvataggio, Trilli e il segreto delle ali
- Angela Brusa in Squirrel Boy
- Arturo Valli in Dino e la macchina del tempo
- Daniele Raffaeli in King of the Hill
- Emanuela Damasio in Agente Speciale Oso
- Ilaria Egitto in Beavis & Butt-head
- Marcella Silvestri in The Oblongs
- Roisin Nicosia in Kung Fu Panda - Mitiche avventure
- Tatiana Dessi in Archer

## Riconoscimenti
- Golden Globe
  - 2018 – Candidatura alla miglior attrice in una serie commedia o musicale per Better things

- Premio Emmy
  - 2002 – Miglior doppiatore per King of the Hill[4]
  - 2013 – Candidatura alla miglior sceneggiatura per una serie tv commedia per Louie
  - 2014 – Candidatura alla miglior serie tv commedia per Louie
  - 2015 – Candidatura alla miglior serie tv commedia per Louie
  - 2015 – Candidatura alla miglior attrice guest star in una serie commedia per Louie
  - 2017 – Candidatura alla miglior comica per Better things
  - 2018 – Candidatura alla miglior comica per Better things

- Writers Guild of America Award
  - 2012 – Candidatura alla miglior serie commedia per Louie
  - 2013 – Miglior serie commedia per Louie[5]
  - 2015 – Miglior serie commedia per Louie[6]
  - 2017 – Candidatura alla migliore serie nuova per Better things